# ラニセミン
ラニセミン(Lanicemine)は、アストラゼネカが開発したNMDA型グルタミン酸受容体のアンタゴニストである。重度で治療の難しいうつのために開発された。元々は神経防護薬として開発されたが、麻酔薬のケタミンが強い抗うつ効果を持つものの幻覚誘発の副作用を持つために実用化が難しいことが発見された後、抗うつ薬として改めて開発された。ラニセミンは、ケタミンと似た即効性の抗うつ効果を持つが幻覚誘発作用を持たない物質として臨床実験で発見された。開発は2013年に終了したと発表されている、。